# マールブルグ熱
マールブルグ熱（マールブルグねつ）は、フィロウイルス科のマールブルグウイルスを原因とする人獣共通感染症。同義語としてマールブルグ出血熱 (Marburg hemorrhagic fever) 、マールブルグ病 (Marburg disease) 、ミドリザル出血熱 (Vervet monkey hemorrhagic fever) 。患者と接触した医療関係者や家族は、接触の程度により一定期間の監視が行われる。

## 歴史
1967年、西ドイツ（当時）のマールブルクとフランクフルト、ユーゴスラビアのベオグラードにポリオワクチン製造・実験用としてウガンダから輸入されたアフリカミドリザルに関わった研究職員や清掃員など25名が突如発熱、うち7名が死亡するという事件が発生した。原因はマールブルグウイルスというこれまで知られていないウイルスによる出血性感染症であった。その後も中央アフリカで散発的な発生が見られたものの、エボラ出血熱ほど急激に感染を拡大するウイルスではないと考えられていたが、2005年4月にアンゴラで大量に感染者が続出し300名前後が死亡したため、「散発的な感染しかない」という点について疑問が出てきている。
- 1967年：西ドイツ（当時）、ユーゴスラビア 32人感染、7人死亡
- 1975年：南アフリカ（ヨハネスブルグ）（ジンバブエで発生 3人感染、1人死亡）
- 1980年：ケニア 2人感染、1人死亡
- 1987年：ケニア（オランダ人の少年）1人感染、1人死亡
- 1998 - 2000年：コンゴ民主共和国（金鉱労働者中心）154人感染、128人死亡
- 2004 - 2005年：アンゴラのウイジェ州 277人死亡
- 2007年：ウガンダ西部（イバンダ県）で死亡2例を含む4例
- 2008年：それぞれ別々にウガンダ西部の洞窟を訪れた後、オランダとアメリカに帰国した旅行者2例
- 2012年：ウガンダ西部イバンダ県およびカバレ県での死亡4例を含む15例、4人死亡
- 2014年：ウガンダ中央部ムピジ県での医療従事者1例
- 2017年：ウガンダ、患者（コウモリ等と接触あり）とその家族
- 2021年：ギニア（ゲケドゥ市）の患者1人が死亡[2]
- 2022年：ガーナで4人が発症し、そのうち3人が死亡[3]。
- 2023年：赤道ギニアで、9名死亡が確認された[4]。
- 2024年：ルワンダで26人感染、8人死亡[5]。

## 病原体
フィロウイルス科マールブルグウイルスによる。エボラウイルスもフィロウイルス科 (Filoviridae) 。1本鎖RNAウイルス。エボラウイルスと電子顕微鏡上の外見は非常に似ている。野生動物のサル、コウモリ、鳥類からの空気感染、飛沫感染は否定できないが確認もされていない。
病原体を扱うには、BSL-4施設で行う必要がある。

## 疫学
自然界での宿主は不明。アフリカ中東部から南部にかけて散発的に発生する。
感染経路は、感染者や患者の血液、体液などとの接触によるものと考えられる。感染の防護対策は手袋等で良いとされ、空気感染はないとされる。感染者に対する発症者の割合は不明。症状が軽快した後も、精液、前眼房水等からウイルスが分離される。

## 症状

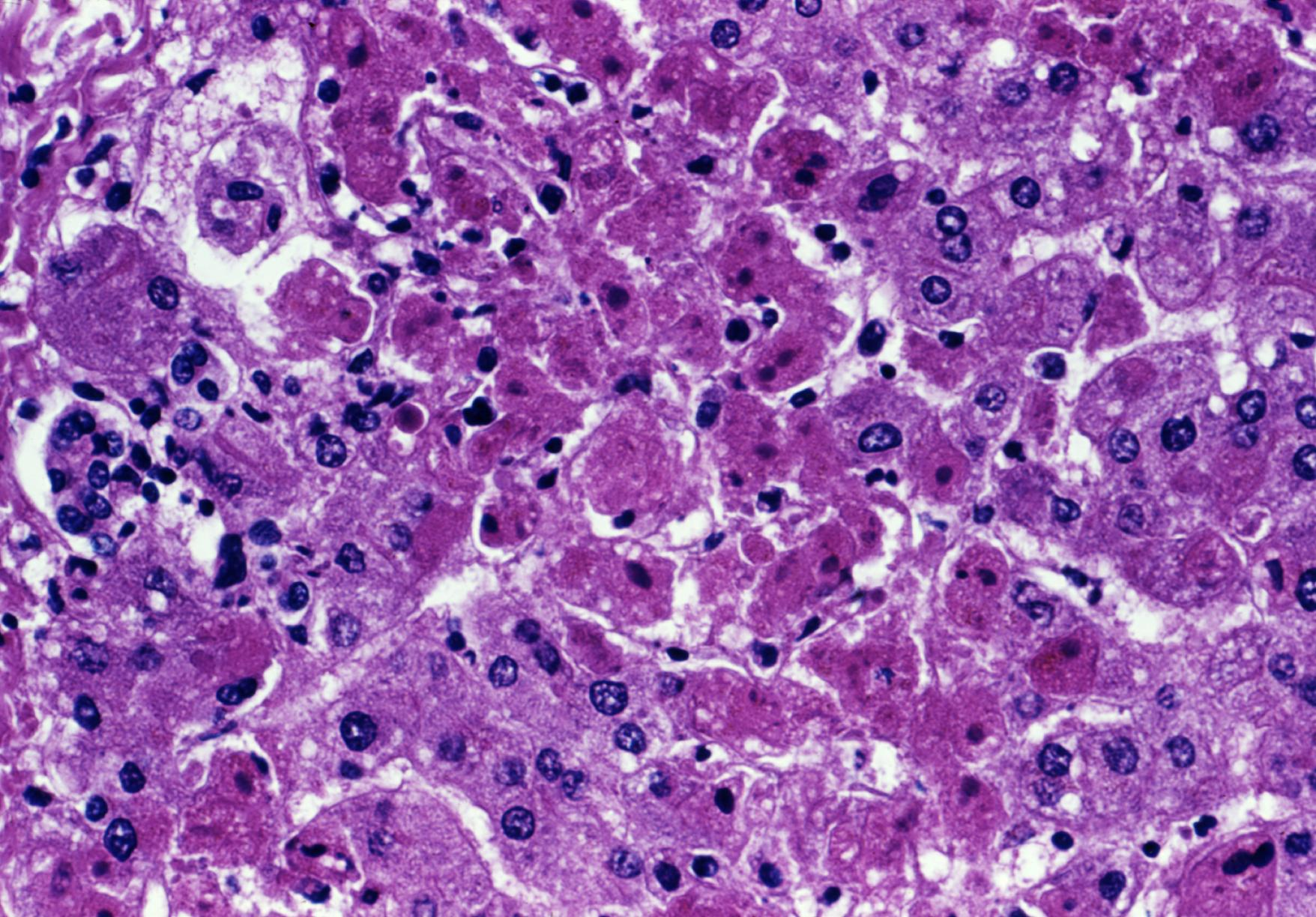
マールブルグウイルスによって破壊された肝細胞

潜伏期間は2 - 21日。診断する上で皮膚粘膜発疹は重要な症状。
- 初期症状 全身倦怠感、発熱、頭痛、嘔吐、下痢、筋肉痛、皮膚粘膜発疹、咽頭痛
- 1～2日後 吐血、下血、水様性下痢。
- 5～7日後 臀部、上肢外側に暗赤色丘疹が出現。
- 最終的にはDIC、ショックに至る。

症状はエボラ出血熱に似ているがエボラ出血熱よりも程度は軽いことが多い。発病後の致死率は20%以上。

## 診断
BSL-4施設の血液等の検体からPCR、ELISA、免疫抗体法など。

## 治療法
対症療法のみ。ワクチンはない。

## 法律
「感染症の予防及び感染症の患者に対する医療に関する法律」の一類感染症で、診断した医師は直ちに最寄りの保健所長を経由して知事に届け出なければならない。また、サル類のマールブルグ熱は指定動物・指定感染症となっており、獣医師は届出義務を負っている。